# A Moment in the Reeds
A Moment in the Reeds je finsko-britský hraný film z roku 2017, který režíroval Mikko Mäkelä podle vlastního scénáře. Film popisuje vztah dvou mužů z odlišných kultur. Snímek měl světovou premiéru na Londýnském filmovém festivalu 6. října 2017.

## Děj
Leevi se na léto vrací do Finska ze svých univerzitních studií z Paříže, aby pomohl svému otci s opravou letní chaty na břehu jezera. Jeho otec Jouko opravuje dům proto, aby ho mohl výhodně prodat a peníze investovat do rozvoje své firmy. Aby práce rychleji odbíhala, najme si v agentuře nájemního dělníka. Tareq je azylant ze Sýrie, původním povoláním architekt. Tareq se ještě nenaučil finsky a Jouko neovládá dobře angličtinu. Leevi proto působí jako tlumočník. Protože se jeho otec musí vrátit do města kvůli firmě, zůstanou oba muži v domě sami. Mezi Leevim a Tareqem se rozvine krátkodobý utajený vztah.

## Obsazení
| Janne Puustinen | Leevi    |
| Boodi Kabbani   | Tareq    |
| Mika Melender   | Jouko    |
| Virpi Rautsiala | sousedka |